# Павел (Бандали)
Митрополи́т Па́вел (араб. متروبوليت بولس‎, греч. Μητροπολίτης Παύλος, в миру Кайсар Искантар Бандали, также Бендали или Пандели, араб. قيصر اسكندر بندلي‎; род. 1929, Эль-Мина, Триполи — 3 июня 2008) — епископ Антиохийской православной церкви, митрополит Аккарский.

## Биография
Родился в 1929 году в Эль-Мине в православной арабской семье греческого происхождения. У него было 4 брата. В 1941 году скончался его отец.
29 августа 1959 года митрополитом Илиёй (Карамом) в монастыре Аль-Харф был рукоположён в сан диакона. 6 сентября того же года в церкви Святого Георгия-Аль-Мина тем же архиереем рукоположён в сан пресвитера. Он служил священником в приходе Маркабата, Карра Баш, приходе Бишмазина и, наконец, приходе Эль-Мина. Он преподавал в школе Мар-Элиас в Эль-Мине, затем возглавлял её с 1957 по 1971 год и руководил управлением Православной школой в Амион — Аль-Куре и другими.
В 1971 году поступил в Богословский институт святого Иоанна Дамаскина, который окончил в 1975 году со степенью богословия.
24 февраля 1980 года хиротонисан в сан епископа Каррского.
26 января 1983 года назначен митрополитом Аккарскую. Аккарская митрополия охватывала крайний север Ливана и южную часть побережья Сирии (включая порт Тартус и гористую область к востоку, известную как «Долина христиан»).
Впоследствии стал членом синода Антиохийской Православной церкви. Особое внимание уделял благотворительности и работе с молодёжью. Приезжал в Россию в 2003 году на конференцию «Синдесмоса».
Скончался в ночь со 2 на 3 июня 2008 года от сердечного приступа. Погребение совершал патриарх Антиохийский Игнатий IV.